# Aprostocetus gravans
Aprostocetus gravans is een vliesvleugelig insect uit de familie Eulophidae. De wetenschappelijke naam is voor het eerst geldig gepubliceerd in 1915 door Silvestri.